# Monte Gorgoli
Il Monte Górgoli è un rilievo dell'isola d'Elba. 

## Descrizione
Situato nel settore nord-orientale dell'isola, presso Cavo, raggiunge un'altezza di 152 metri sul livello del mare.
Il toponimo, attestato nel 1840 nella forma Górgoli, deriva dal latino gurges («ruscello»).